# 영흥고등학교
영흥고등학교(永興高等學校)는 대한민국 전라남도 목포시 상동에 위치한 사립 고등학교이다.

## 학교 연혁
- 1903년 9월 9일 : 민족학교인 영흥 서당으로 양동 86번지에 창설
- 1937년 9월 20일 : 신사 참배 거부로 일제에 의해 강제 폐교
- 1952년 3월 21일 : 목포 영흥중학교 복교
- 1956년 4월 23일 : 중학교와 고등학교로 분리
- 1980년 7월 11일 : 홍순기 이사장 취임
- 1980년 8월 23일 : 목포시 상동 55번지 현 교사로 이전
- 1980년 10월 18일 : 학교법인 유집학원으로 변경
- 1999년 3월 1일 : 영흥중·고등학교 남녀공학 실시
- 2003년 10월 18일 : 개교 100주년 기념식
- 2008년 2월 12일 : 홍의식 이사장 취임
- 2024년 3월 1일 : 이용만 교장 취임
- 2025년 2월 13일 : 영흥고등학교 제67회 졸업(총 졸업 학생수 15,784명)

## 참고 자료
- 영흥고등학교 - 한국교육학술정보원 학교알리미